# Yadé Kara
Yadé Kara (Çayırlı, 1965) escritora turcoalemana. 
Nacida en la región de Anatolia Oriental, se crio en Berlín occidental. Estudió filologías inglesa y alemana y arte dramático en el Teatro Schiller. Ha trabajado como actriz, profesora y periodista en ciudades como Londres, Estambul o Hong Kong y publicado varios artículos para radio y televisión. 
Su primera novela Selam Berlin (2003) ganó el Deutschen Bücherpreis y el Premio Adalbert-von-Chamisso en 2004.

## Obras
- Café Cyprus, Novela, Diogenes, Zürich 2008. 375 S. ISBN 978-3-257-06623-4
- Selam Berlin, Novela, Diogenes, Zürich 2003. 381 S. ISBN 3-257-06335-0